# Fred Malatesta
Pour les articles homonymes, voir Malatesta.

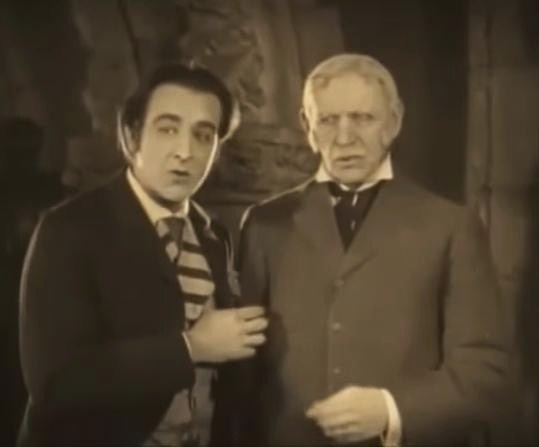
Avec Joseph J. Dowling (à d.), dans Le Petit Lord Fauntleroy (1921)

Frederic « Fred » Malatesta est un acteur américain d'origine italienne, né le 18 avril 1889 à Naples (Campanie), mort le 8 avril 1952 à Burbank (Californie).

## Biographie
Immigré aux États-Unis, Fred Malatesta y fait carrière au cinéma et contribue ainsi à cent-vingt-deux films américains, le premier étant un court métrage sorti en 1915.
Durant la période du muet, il apparaît notamment dans Sherlock Holmes d'Arthur Berthelet (1916, avec William Gillette et Edward Fielding), Le Petit Lord Fauntleroy d'Alfred E. Green et Jack Pickford (1921, avec Mary Pickford et Claude Gillingwater), Paradis défendu d'Ernst Lubitsch (1924, avec Pola Negri et Rod La Rocque), ou encore Bardelys le magnifique de King Vidor (1926, avec John Gilbert et Eleanor Boardman).
Après le passage au parlant, il tient encore des seconds rôles de caractère ou des petits rôles non crédités, entre autres dans L'Adieu aux armes de Frank Borzage (1932, avec Helen Hayes et Gary Cooper), Les Croisades de Cecil B. DeMille (1935, avec Loretta Young et Henry Wilcoxon) et Les Temps modernes de Charlie Chaplin (film muet, 1936, avec le réalisateur et Paulette Goddard). 
Ses trois derniers films sortent en 1941, dont Arènes sanglantes de Rouben Mamoulian (avec Tyrone Power et Linda Darnell).

## Filmographie partielle

### Films muets
- 1916 : Sherlock Holmes d'Arthur Berthelet : « Lightfoot » McTague
- 1918 : The Legion of Death de Tod Browning : le grand duc Paul
- 1920 : Big Happiness de Colin Campbell : Raoul de Bergerac
- 1920 : The Valley of Tomorrow d'Emmett J. Flynn
- 1921 : Le Petit Lord Fauntleroy (Little Lord Fauntleroy) d'Alfred E. Green et Jack Pickford : Dick
- 1924 : Paradis défendu (Forbidden Paradise) d'Ernst Lubitsch : l'ambassadeur de France
- 1926 : Le Mariage de Laurel (Get 'Em Young) de Fred Guiol et Stan Laurel (court métrage) : le bourreau
- 1926 : Bardelys le magnifique (Bardelys the Magnificent) de King Vidor : Castelroux
- 1926 : Vive le roi (Long Fliv the King) de Leo McCarey (court métrage) : le premier ministre Hamir d'Uvocado
- 1926 : Kiki de Clarence Brown
- 1926 : Madame Mystery de Richard Wallace et Stan Laurel (court métrage) : « l'homme aux mille yeux »
- 1927 : Eve's Love Letters de Leo McCarey (court métrage) : le complice de M. X
- 1936 : Les Temps modernes (Modern Times) de Charlie Chaplin : le maître d'hôtel du restaurant

### Films parlants
- 1930 : Wings of Adventure de Richard Thorpe : Don Ricardo Diaz San Pablo La Pandella « La Panthera »
- 1932 : Haute Pègre (Trouble in Paradise) d'Ernst Lubitsch : le directeur de l'hôtel
- 1932 : L'Adieu aux armes (A Farewell to Arms) de Frank Borzage : Manera
- 1934 : L'Introuvable (The Thin Man) de W. S. Van Dyke : le serveur Joe
- 1934 : Student Tour de Charles Reisner
- 1934 : Caprice de femmes (Enter Madame) d'Elliott Nugent : un employé de l'hôtel
- 1935 : Les Croisades (The Crusades) de Cecil B. DeMille : Guillaume, roi de Sicile
- 1936 : Sous deux drapeaux (Under Two Flags) de Frank Lloyd : un lieutenant des chasseurs
- 1937 : L'Inconnue du palace (The Bride Wore Red) de Dorothy Arzner : le serveur de Rudi
- 1938 : Port of Seven Seas de James Whale : l'oiseleur
- 1939 : Juarez de William Dieterle : Señor Salas
- 1939 : Elle et lui (Love Affair) de Leo McCarey : un photographe du navire
- 1940 : Le Signe de Zorro (The Mark of Zorro) de Rouben Mamoulian : une sentinelle
- 1941 : Arènes sanglantes (Blood and Sand) de Rouben Mamoulian : un serveur